# توماس إل. شوماخر
توماس إل. شوماخر (بالإنجليزية: Thomas L. Schumacher)‏ هو مهندس معماري أمريكي، ولد في 7 نوفمبر 1941 في نيويورك في الولايات المتحدة، وتوفي في يوليو 2009 في واشنطن العاصمة في الولايات المتحدة.